# Allodynerus
Allodynerus (лат.) — род одиночных ос (Eumeninae). Известно около 20 видов и подвидов.

## Распространение
Палеарктика (около 10 видов), Афротропика (2 вида), Ориентальная область (6 видов в Китае, 1 вид в Индии). Для СССР указывалось 6 видов. В Европе 6 видов.

## Описание
Мелкие (менее 1 см) осы. Основная окраска тела чёрная с желтовато-оранжевыми отметинами. Клипеус шире своей длины; развиты ямки на голове (у самок область вокруг них гладкая); передняя поверхность пронотума гладкая, кили на пронотуме развиты; эпикнемальный киль хорошо развит; тегулы с узкой и длинной задней долей, превышая сзади паратегулы; проподеум без килей сверху; первый тергит брюшка шире своей длины (вид сверху) и без базального поперечного киля, немного уже второго тергита; первый стернум с продольным срединным килем, идущим от основания к вершине.
Гнёзда в различных полостях, главным образом в старых ходах жуков в древесине, полых стеблях растений и т. п. Провизия — гусеницы Gelechiidae.
У вида ос Allodynerus delphinalis обнаружено, что клещи Ensliniella parasitica, паразитирующие на этих пилюльных осах, защищают их личинок от других паразитов.

## Классификация
Известно около 20 видов и подвидов.
- Allodynerus africanus Gusenleitner, 1995
- Allodynerus asperipunctarus Zhang, Chen & Li, 2020
- Allodynerus bimaculus Zhang, Chen & Li, 2020
- Allodynerus curvirufolineata (Cameron, 1910), син. — Acarepipona curvirufolineata (Cameron, 1910)
- Allodynerus curvirufolineatus (Cameron, 1910), син. — Acarepipona insolita Giordani Soika, 1985, Acarepipona pervigilans (Giordani Soika, 1944), ?Allodynerus africanus Gusenleitner, 1995
- Allodynerus delphinalis (Giraud, 1866), син. — Allodynerus fallax Blüthgen, 1953, Odynerus novellus Morawitz, 1895, Odynerus tristis (Blüthgen), Odynerus tristis Thomson, 1870
  - Allodynerus delphinalis fallax Blüthgen, 1953
  - Allodynerus delphinalis sardous Blüthgen, 1953
- Allodynerus dignotus (Morawitz, 1895)
- Allodynerus diqingensis Zhang, Chen & Li, 2020
- Allodynerus floricola (Saussure, 1852), син. — Odynerus immaculata Mader, 1936
  - Allodynerus floricola inaequalis Giordani Soika, 1970
- Allodynerus koenigi (Dusmet, 1917)
- Allodynerus laticlypeus Giordani Soika, 1972
- Allodynerus leleji Kurzenko, 1995
- Allodynerus mandschuricus Blüthgen, 1953
- Allodynerus mateui Giordani Soika, 1970
- Allodynerus nigricornis (Moravitz, 1885) — син. Antepipona nigricornis (Moravitz, 1885)
- Allodynerus nudatus Gusenleitner, 1991
- Allodynerus pervigilans (Giordani Soika, 1944)
- Allodynerus reduncus Zhang, Chen & Li, 2020
- Allodynerus rossii (Lepeletier, 1841), син. — Odynerus hospes Dufour & Per., 1840, Odynerus umbilicalis Dalla Torre, 1904
- Allodynerus vinciguerrae (Guiglia, 1929)
  - Allodynerus vinciguerrae pallidulus Giordani Soika, 1970